# Европски штит
Европски штит (енгл. European Shield) је било треће по квалитету клупско рагби јунион такмичење у Европи, после Челинџ купа.

## О такмичењу
Учествовало је 16 рагби тимова, 8 који су били елиминисани у првом колу Челинџ купа и још 8 из националних рагби такмичења. Играло се по нокаут систему, једна утакмица на домаћем терену и једна у гостима у осмини финала, четвртфиналу и полуфиналу, а у финалу није било реванша.  

## Историја Европског штита
Европски штит се играо три сезоне од 2002. до 2005. Највише успеха су имали француски тимови.
Финала Европског штита
2002-2003 Олимпик Кастр  - Серфили  40-12
2003-2004 Монпеље  - Вијадана  25-19
2004-2005 Ош  - Вустер  23-10